# 唐宏
唐宏（1960年—），辽宁沈阳人，汉族，中华人民共和国政治人物、第十二届全国人民代表大会解放军代表。
毕业于西北工业大学电路与系统专业。加入中国共产党。2013年，担任全国人大代表。